# لامونت هال
لامونت هال (بالإنجليزية: Lamont Hall)‏ هو لاعب كرة قدم أمريكية أمريكي، ولد في 16 نوفمبر 1974 في كلوفر في الولايات المتحدة.

## وصلات خارجية
- لامونت هال على موقع مرجع كرة القدم المحترفة.كوم (الإنجليزية)